# Ayobami Adebayo
Ayobami Adebayo (ioruba: Ayobami)  (Lagos, 29 de gener de 1988) és un escriptora nigeriana. La novel·la amb la qual va debutar el 2017, Queda't amb mi, publicada en català per Angle Editorial, va guanyar el Premi 9mobile de Literatura i el Prix Les Afriques. Va rebre el premi The Future Awards Africa per les arts i la cultura del 2017.